# Simonurius expers
Simonurius expers är en spindelart som beskrevs av Galiano 1987 [1988. Simonurius expers ingår i släktet Simonurius och familjen hoppspindlar. Inga underarter finns listade i Catalogue of Life.